# Hermann Badt

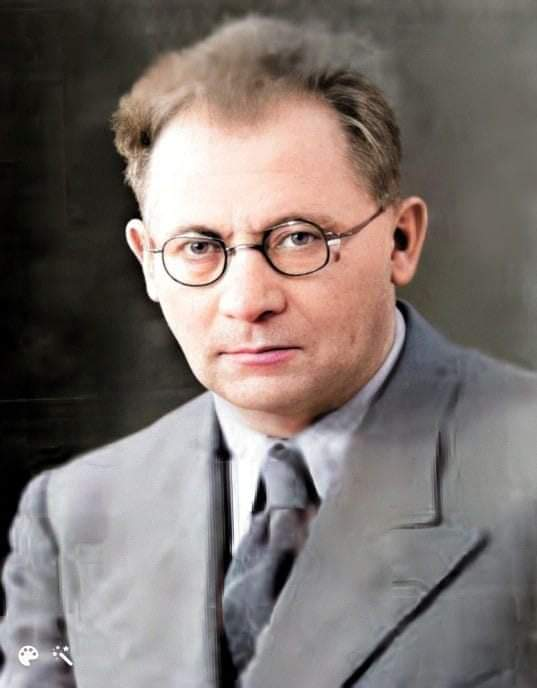

Hermann Badt (geboren 13. Juli 1887 in Breslau; gestorben 16. Juli 1946 in Tel Aviv) war ein hochrangiger preußischer Beamter, Politiker sowie zionistischer Aktivist.

## Leben und Wirken
Hermann Badt stammte aus einem bildungsbürgerlichen jüdischen Elternhaus, der Vater war Gymnasialprofessor, seine Schwester Bertha Badt-Strauss wurde Schriftstellerin. Badt studierte nach dem Abitur Rechtswissenschaften in Berlin und Breslau. Im Jahr 1908 legte er die erste juristische Staatsprüfung ab und promovierte 1909 bei Rudolf Leonhard und Otto Fischer. Anschließend war er bis 1914 als Gerichtsreferendar tätig. Zu Beginn des Ersten Weltkrieges war er kurze Zeit Soldat, wurde aber wegen einer Verwundung aus dem Kriegsdienst wieder entlassen. Noch im Jahr 1914 legte Badt die zweite juristische Staatsprüfung ab und war danach bis Kriegsende als Feldgerichtsrat im Bereich der Ostfront eingesetzt.
Nach Kriegsende trat Badt in den preußischen Staatsdienst ein. Er war zunächst wissenschaftlicher Hilfsarbeiter, dann Regierungsassessor (als erster jüdischen Glaubens) und Regierungsrat. Seit 1920 war Badt dann Ministerialrat. Zeitweise war er persönlicher Mitarbeiter des Landesministers Wolfgang Heine. Ab 1927 war Badt Ministerialdirektor. Als solcher war Badt Leiter der Rechts- und Verfassungsabteilung des preußischen Ministeriums des Inneren. Als solcher war er von 1926 bis 1932 Bevollmächtigter der preußischen Staatsregierung beim Reichsrat. Nach dem Preußenschlag 1932 wurde er durch Erwin Schütze abgelöst und vertrat die preußische Regierung unter Otto Braun vor dem Staatsgerichtshof.
Neben seiner beruflichen Tätigkeit war Badt von 1922 bis 1926 für die SPD Mitglied des preußischen Landtages. Außerdem war er bereits vor dem Ersten Weltkrieg stark in der Zionistischen Bewegung in Deutschland engagiert. Im Jahr 1929 wurde er Mitglied des großen Rates des preußischen Landesverband jüdischer Gemeinden und des Pro Palästina-Komitees. Unmittelbar nach Beginn der nationalsozialistischen Herrschaft emigrierte Badt 1933 nach Palästina. Dort entwickelte er Pläne, die Emigration von Juden aus dem deutschen Machtbereich durch Warentransfers zu verbessern. Im Mai bis Juni 1933 reiste er für die Organisation Palestine Development nach Italien, die Schweiz und die Niederlande. In Palästina selbst war er an der Gründung einer Siedlungsgemeinschaft am Ostufer des Sees Genezareth beteiligt.

## Werke
- Die rechtliche Natur der Grundsätze über die materielle Rechtskraft der Zivilurteile. Fleischmann, Breslau 1909 (Breslau, Jur. Diss. v. 30. Juli 1909)